# 1930 en Belgique
Chronologie de la Belgique
- 1926
- 1927
- 1928
- 1929
- 1930
- 1931
- 1932
- 1933
- 1934

Cette page recense des événements qui se sont produits durant l'année 1930 en Belgique.

## Chronologie
- 5 avril : l'université de Gand est désormais totalement « néerlandisée »[1].
- Du 26 avril au 4 novembre : exposition internationale d'Anvers.
- Du 3 mai au 3 novembre : exposition internationale de Liège.
  - Inauguration du pont-barrage de Monsin.
- 18 juin : fondation de l'Institut national de radiodiffusion (INR).
- 19 juillet : fondation de la Régie des Télégraphes et des Téléphones (RTT).
- 23 août : inauguration du stade du Centenaire sur le plateau du Heysel.

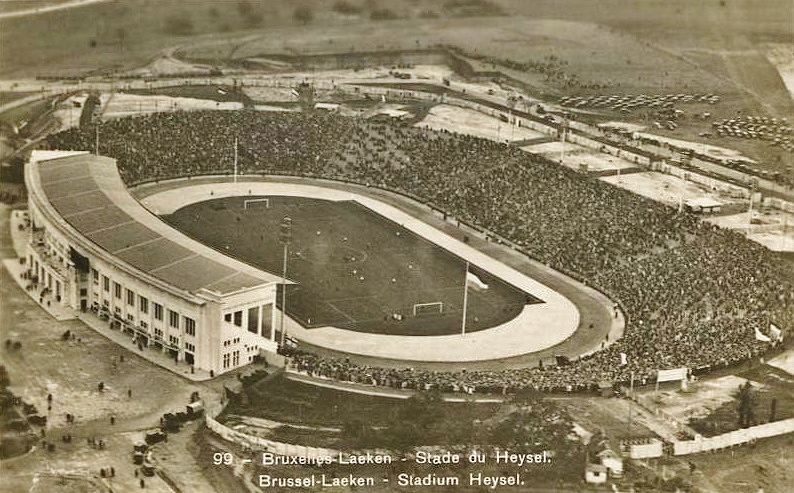
Le stade du Centenaire en 1935.

- Du 1er au 5 décembre : un épais brouillard recouvre la vallée de la Meuse. Mêlés à ce brouillard, des gaz émis par les industries locales occasionnent une pollution importante. Plusieurs milliers de personnes souffrent de troubles respiratoires et une soixantaine en décèdent[2].

## Culture

### Architecture

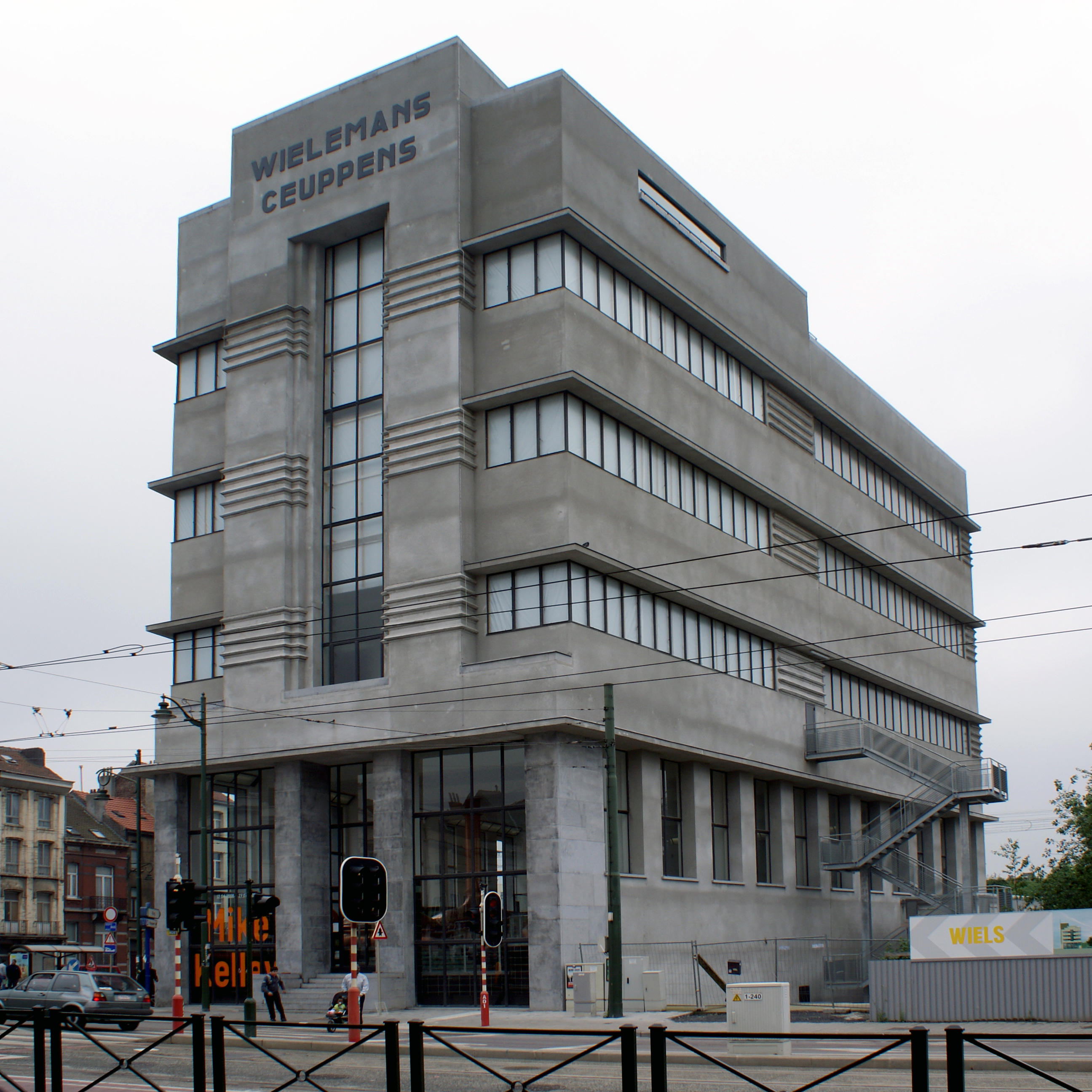
Brasserie Wielemans-Ceuppens à Forest (Adrien Blomme)
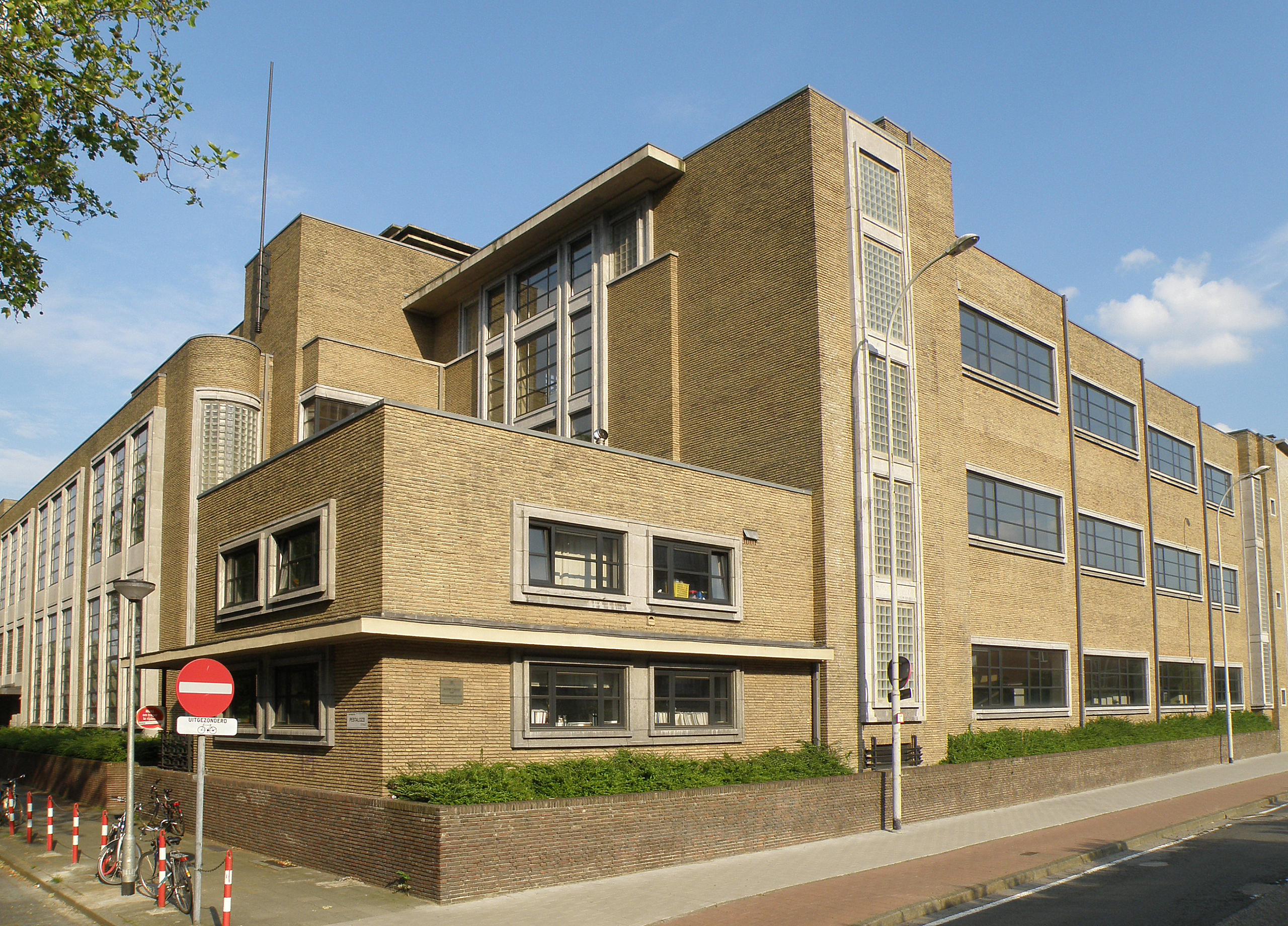
École communale à Anvers (Nouvelle Objectivité, Émile Van Averbeke)
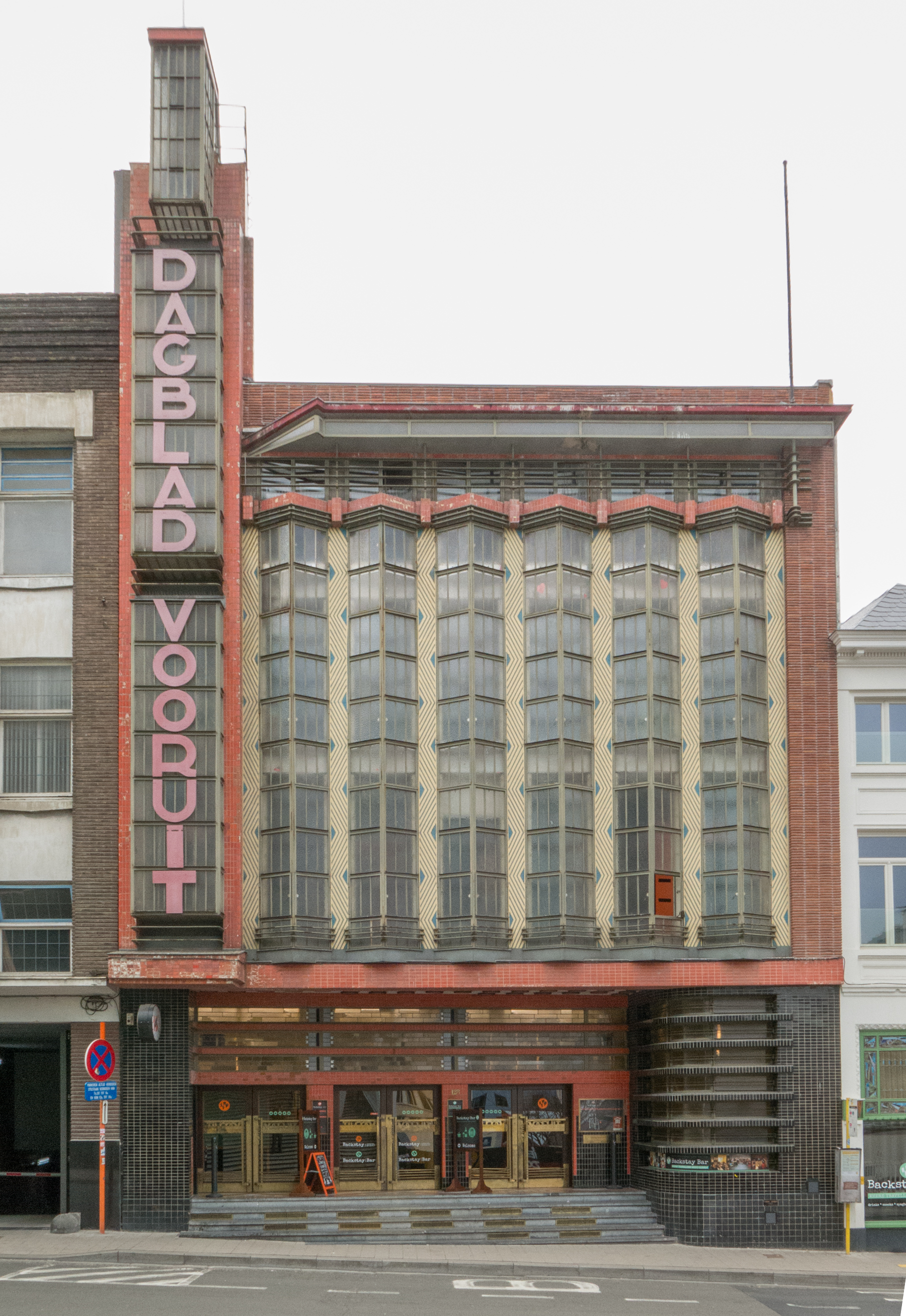
Rédaction du Vooruit à Gand (Art déco, Fernand Brunfaut)
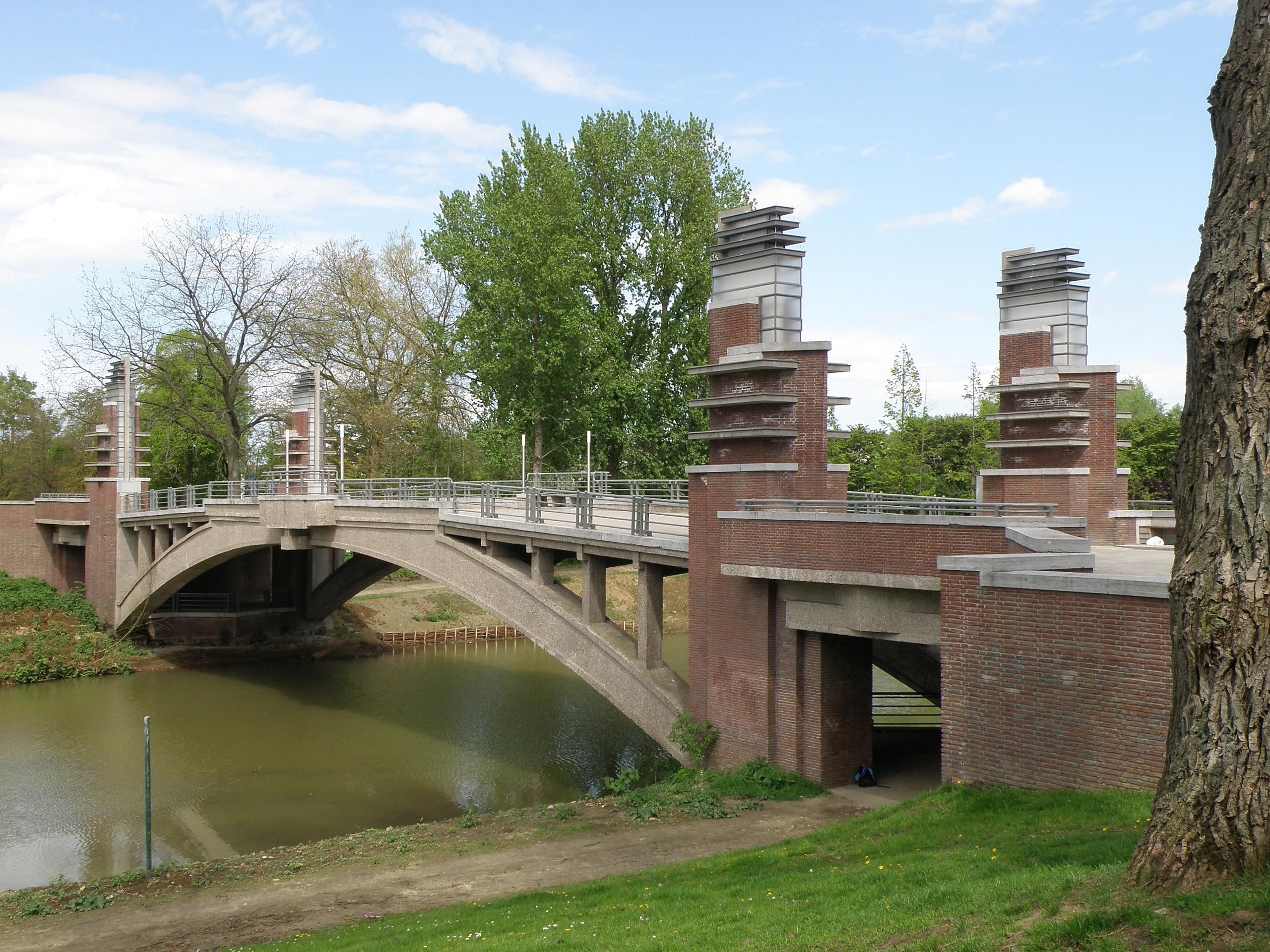
Pont de l'Exposition internationale d'Anvers (Art déco, Émile Van Averbeke)
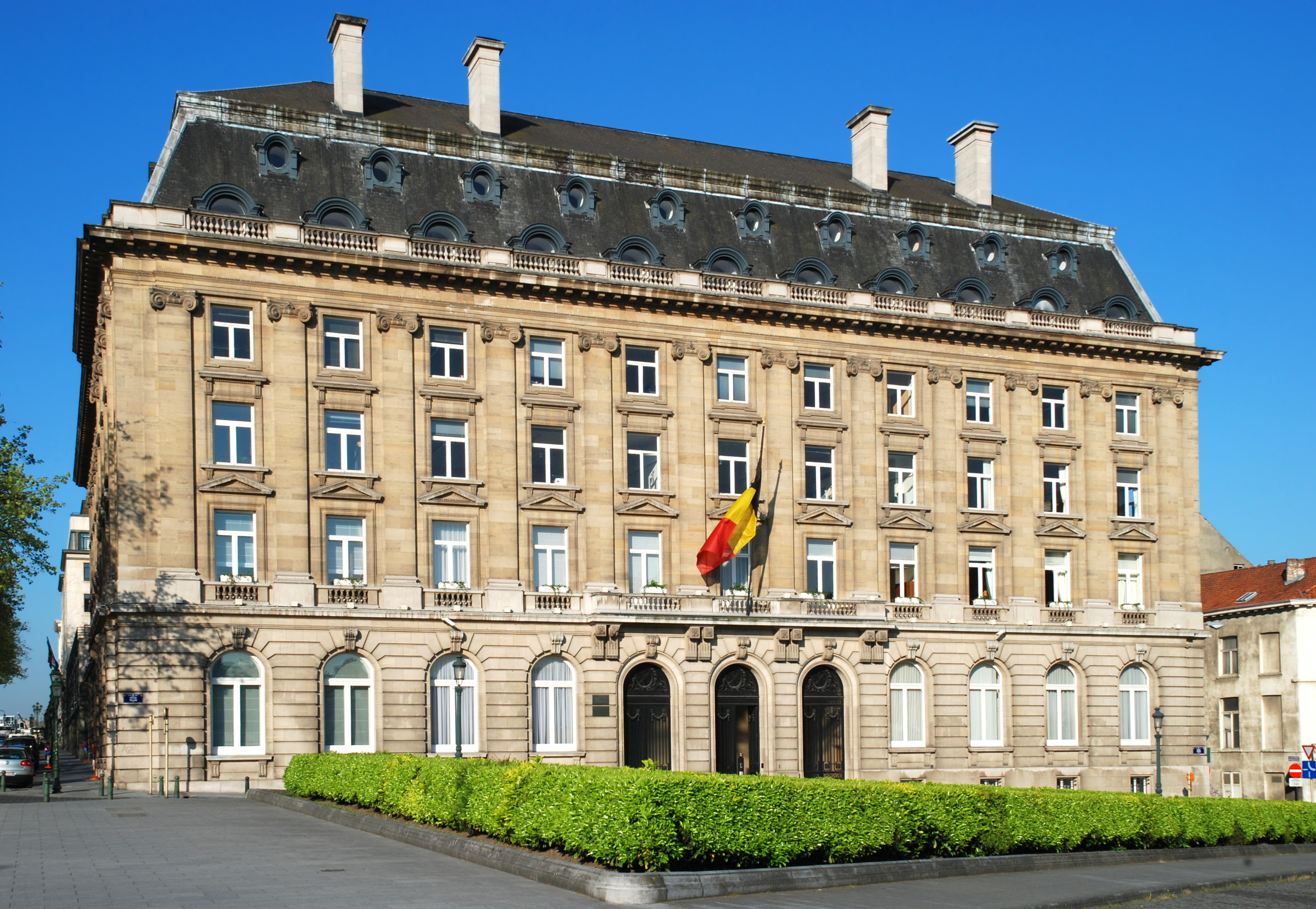
Siège de la Compagnie d'entreprises électriques Electrobel à Bruxelles (style néoclassique, Michel Polak)

### Bande dessinée
- Tintin au pays des Soviets.

### Cinéma
- La Famille Klepkens de Gaston Schoukens.

### Littérature
- Les forces, pièce de Gustave Vanzype[3].

### Opéra
- Piére li houyeû (Pierre le mineur), opéra en wallon composé par Eugène Ysaÿe.

## Sciences

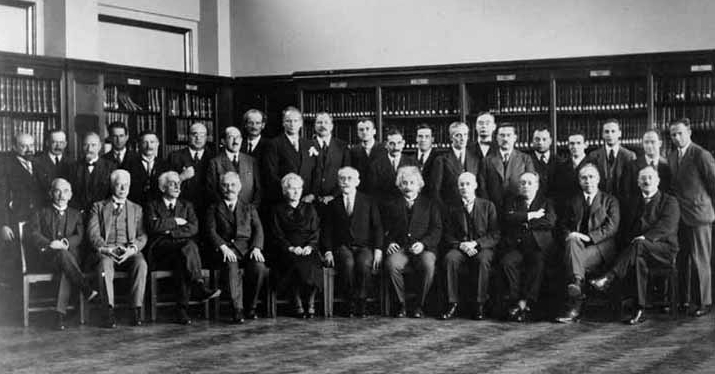
Congrès Solvay de physique, octobre 1930.

- Du 20 au 25 octobre : sixième congrès Solvay de physique à Bruxelles.

## Naissances
- 29 mars : Nine Culliford, coloriste († 5 juillet 2016).
- 6 juillet : Françoise Mallet-Joris, écrivain franco-belge.
- 23 juillet : Richard Van Genechten, coureur cycliste († 13 novembre 2010).
- 3 août : Roland Callebout, coureur cycliste († 6 octobre 1983).
- 7 septembre : Baudouin, prince de Belgique († 31 juillet 1993).
- 11 septembre : Marc Galle, homme politique († 13 avril 2007).
- 21 octobre : Alfred De Bruyne, coureur cycliste († 4 février 1994).
- 18 novembre : Marcel Marlier, illustrateur († 18 janvier 2011).

## Décès
- 17 janvier : Henry de Groux, peintre et sculpteur symboliste (° 1866).
- 24 mars : Eugeen van Mieghem, peintre (° 1er octobre 1875).
- 28 avril : Willy Finch, peintre (° 28 novembre 1854).

## Statistiques
- Population totale au 31 décembre 1930 : 8 092 004 habitants[4].